# فيلي جايجر
فيلي جايجر (بالألمانية: Willi Geiger)‏ هو قاضي ألماني، ولد في 22 مايو 1909 في نويشتات أن در فاينشتراسه في ألمانيا، وتوفي في 19 يناير 1994 في كارلسروه في ألمانيا.

## وصلات خارجية
- فيلي جايجر على موقع مونزينجر (الألمانية)